# Danny Butterfield
Daniel Paul Butterfield, detto Danny (Boston, 29 luglio 1979), è un allenatore di calcio, dirigente sportivo ed ex calciatore inglese, di ruolo difensore, tecnico in seconda dell'Eastleigh.

## Carriera
Ha giocato nella prima e nella seconda divisione inglese.

## Palmarès

### Club

#### Competizioni nazionali
- Football League Trophy: 2

Grimsby Town: 1997-1998, 2007-2008